# DK7
DK7 består af den svenske producer, remixer og pladeselskabsstifter Jesper Dahlbäck og den irske sanger, guitarist, producer og pladeselskabsstifter Mark O'Sullivan, der med hovedet nede i en myriade af forskellige inspirationskilder serverer på ny-romantisk og moden noir-electronica med kighuller ud til acid, house, dub og en akustisk singer-songwriter-tradition.
Efter at have samarbejdet siden slutningen af 90'erne udgav de to lydlegionærer i slutningen af 2005 deres første album Disarmed, der med stor personlighed og ditto vovemod med vold og magt førte horderne ud på dansegulvet.

## Diskografi

### Albums
- 2005: Disarmed